# Баговиця
Ба́говиця — село в Україні, у Слобідсько-Кульчієвецькій сільській територіальній громаді Кам'янець-Подільського району Хмельницької області.

## Географія
Подільське село Баговиця розташоване на річці Баговичка за три кілометри від її впадіння в Дністер. Розмістилось в південно-західній частині України, за 12 кілометрів автодорогами від Кам'янця-Подільського.

### Клімат
Баговиця знаходяться в межах вологого континентального клімату із теплим літом, але діяльність людини призводить до поганих змін та глобального потепління. Рівень наповнення річок водою в області становить лише 20 % від необхідного стандарту. Для покращення ситуації варто було б відновлювати екосистеми та лісові насадження.

## Історія
Перша згадка про Баговицю припадає на 1460 рік. Її зазначено в переліку сіл Кам'янецького округу, з яких католицький кам'янецький біскуп дозволяв збирати податок — десятину. Цікаво, що в цьому документі мова йде про Нову Баговицю. Отже, було ще давніше поселення — спочатку просто Баговиця, а потім — Стара Баговиця. Архівіст Іван Гарнага, який 31 липня 1971 року розпочав у газеті «Прапор Жовтня» цикл публікацій «Звідки пішла назва», зробив припущення, що «Стару Баговицю, певно, зруйнували половці під час одного із спустошливих набігів на початку XII століття».
Цікаво, що річка Баговиця згадується в знаменитій грамоті литовських князів Юрія та Олександра Коріатовичів від 7 січня 1374 року, яка є першою достовірно письмовою згадкою про Кам'янець-Подільський і якою місту по суті надавалося магдебурзьке право. У цьому документі фігурує поле між річками Мукшею та Баговицею, яке князі передавали у власність кам'янецькій міській громаді. Тобто, першу згадку про село маємо тільки через 86 років після першої згадки про річку. Іван Гарнага чітко зазначив, що назва поселення пов'язана з найменуванням річки та є, безумовно, вторинною щодо гідроніма «Баговиця». Іван Володимирович також підкреслив, що називати річку Баговичкою, як то зроблено на деяких картах, немає жодних підстав.
У XVI—XVIII століттях Баговиця належала до Кам'янецького староства та була серед тих сіл, які віддавалися в оренду (як тоді казали, «державу») за «кварту» (четверту частину доходу). Так, 1530 року орендарями («державцями») Баговиці були Пясецький і Доманковський, які платили податок з п'яти ланів, а 1542 року — чомусь тільки з двох. 1565 року Баговицю «держав» якийсь Кольбус (5 ланів), а 1569 року — його діти (9 ланів). 1571 року польський король Сигізмунд Август дозволив Іванові Кольбусу поступитися пожалуваним йому правом довічного володіння Баговицею двом новим власницям — Софії Залеській та Анні Кольбус. Від 1583 року Баговиця ділилася на дві частини. 1629 року одну з них орендували Андрій і Микола Варшавські (платили 42 злоті «кварти»), а іншу — Адам Злочовський.

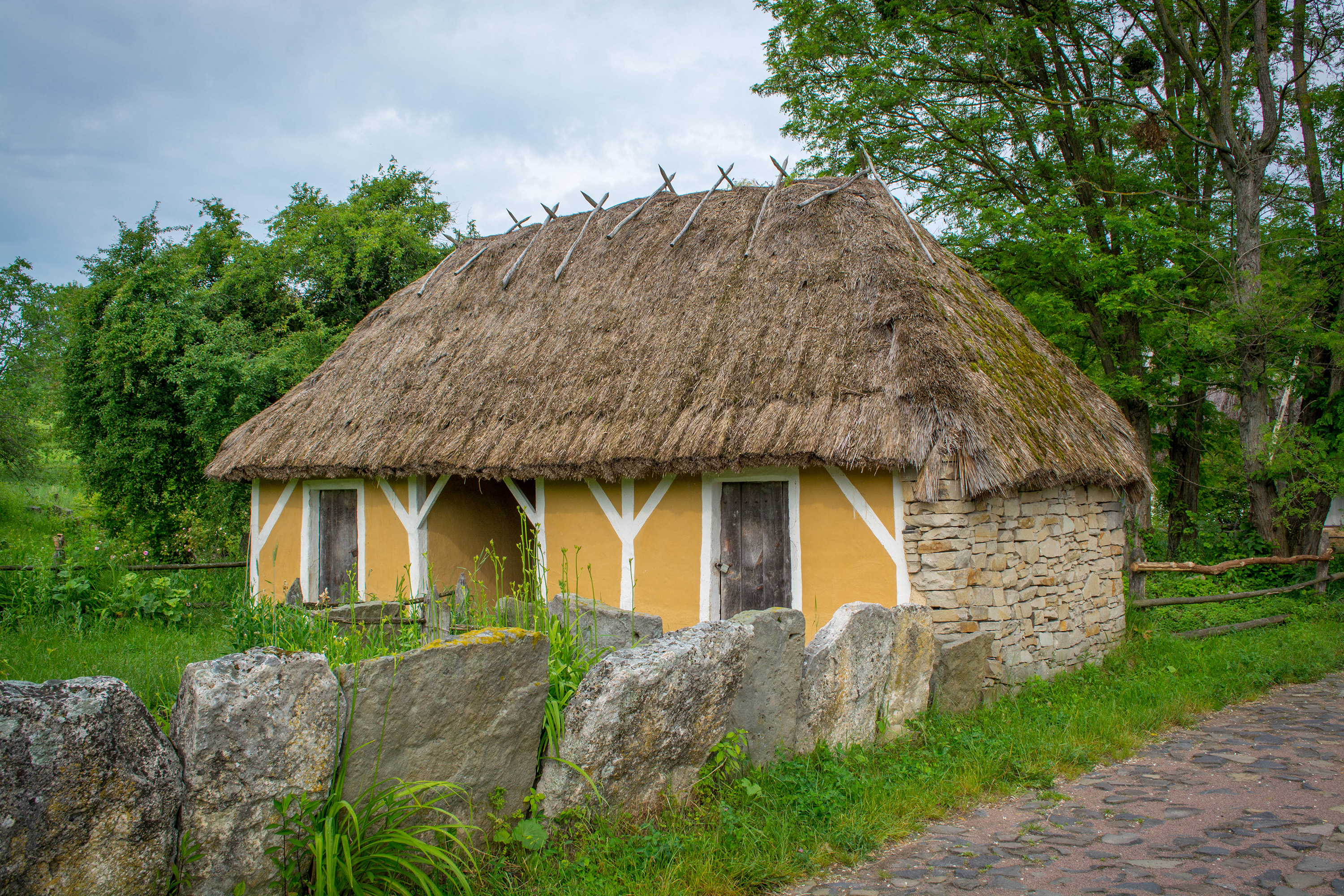
Комора з села Баговиця, Київ, Пирогів

У першій половині XVIII століття «баговицькими старостами» були Крузери, а із середини того ж століття — Казимир Лончевський і його дружина Анна Лончевська (уроджена Недзвецька), які 1770 року платили 700 злотих «кварти». До речі, тоді в Баговиці було зафіксовано 33 євреї (як зазначив Юхим Сіцінський, «число для села значне»). 1775 року Баговицю віддали в довгострокову оренду Станіславові Александровичу. Проте вже 1793 року, коли Поділля від Польщі перейшло до Росії, село передали до державної скарбниці (інакше кажучи, Баговиця стала державною власністю, якою розпоряджалися із самого Санкт-Петербурга).
1816 року Баговицю разом із сусідньою Баговицькою Яругою (нині це просто село Яруга) російський уряд передав генералові Корнілову на 12 років, тоді в обох поселеннях рахувалося 246 селян. 1830 року Микола Александрович (спадкоємець Станіслава Александровича, який, як зазначалося вище, 1775 року отримав Баговицю в довгострокову оренду) через суд зумів добитися, щоб за ним визнали право довгострокової оренди баговицької землі. Тримав він її десь зо чотири десятиліття, причому лісами міг користуватися тільки для власної потреби. 1873 року велика частина землі (ферма — 229 десятин) перейшла у власність дійсного статського радника Безкорніловача (його прізвище ще писалося як Без-Корнілович). Він помер 1894 року, тож далі землею стали розпоряджатися його спадкоємці. Так, 1898 року статистик Віктор Гульдман у виданні «Помісне землеволодіння в Подільській губернії» зазначив, що Баговиця належить Марії Петрівні Без-Корнілович — дворянці Нижегородської губернії, вдові дійсного статського радника. Вказано також, що власниця мешкає в маєтку від квітня до жовтня, веде господарство наполовину із селянами.
В описі Баговиці, зробленому на початку XX століття, читаємо, що «село розташоване на підвищеній рівнині з нахилами по краях, з ґрунтом різнорідним: чорноземним, глинистим і кам'янистим. Усе село потопає в садах, майже з усіх боків оточене лісами та має клімат досить здоровий».
Сучасний вигляд церкви в Баговиці з описів 1895 та 1901 років можна почерпнути короткі дані про історію сільського храму. Церква в Баговиці була в XVI столітті, оскільки в податковому списку 1569 тут згадується священик, але близько того ж 1569 року вона піддалася руйнуванню або тільки пограбуванню (певно, від татар), тож була покинута своїм священиком. Перевірка 1741 року вказує, що тоді в Баговиці була дерев'яна церква на честь Різдва Пресвятої Богородиці (греко-католицька, Китайгородського деканату), недавно влаштована, не закінчена ще цілком і не освячена, парафіян було небагато — всього 53. Проте вже опис 1748 року засвідчує, що храм був дуже величним за своєю архітектурою. 1795 року церкву в Баговиці приєднали до православ'я. Її будівля простояла до 1875 року, а далі була розібрана, а придатний матеріал із неї пішов на огорожу біля кладовища. Нічого страшного не сталося, бо тоді в селі вже сім років була нова церква — заввишки п'ять сажнів, завдовжки — шість, завширшки — три сажні. Для довідки: один сажень — це трішки більше ніж два метри (а саме — 2,1336 метра). Отже, церква була заввишки понад 10 метрів.
Новий баговицький храм був п'ятиглавим, також дерев'яним, теж на честь Різдва Пресвятої Богородиці. Отже, храмове свято в Баговиці припадає (за сучасним календарем) на 21 вересня.
Збудували церкву на кошти з єпархіальної скарбниці та парафіян. На це пішло чотири роки: 18 березня 1864 року видано грамоту на будівництво храму, а 1868 року завершено його спорудження. Гордістю церкви була давня (XVII століття) ікона Божої Матері.
У 1737—1755 роках настоятелем церкви в Баговиці був Олексій Левицький, у 1755—1791 роках — Онуфрій Петровський (обидва померли в Баговиці). Тоді, як видно з попередніх викладок, храм був греко-католицьким.
Тепер про православних настоятелів. Чверть віку, у 1801—1826 роках, священиком у Баговиці був Іоанн Угринович. Саме при ньому стару дерев'яну церкву підняли та поставили на кам'яну основу. Далі справу батька гідно продовжив син, який був настоятелем храму в Баговиці 46 років (ледь не піввіку) — у 1826—1872 роках (помер у Баговиці 5 липня 1875 року). При ньому збудовано новий храм і розширено церковну садибу, 1852 року наділено церкву землею в близьких місцях. 1872 року настоятелем храму став Іустин Янович. При ньому 1894 року побудовано причтові приміщення зі службами. На це пішли кошти Єпархіального будівельного комітету (1000 рублів) і парафіян (500 рублів).
У часи Російської імперії Баговиця була волосним центром. До Баговицької волості входили, зокрема, Врублівці, Демшин, Зубрівка, Цибулівка, Оленівка, Калиня, Княжпіль, Кульчіївці, Слобідка-Кульчієвецька, Верхні та Нижні Панівці (нині одне село — Панівці), Тарасівка, Фурманівка, Станіславівка, Суржинці, Яруга, Велика Мукша (нині Велика Слобідка), Мукша-Пановецька (нині Мала Слобідка), Мукша-Китайгородська.
В часи УНР частини Української Галицької Армії на деякий час розташувалися в селах: Вербка, Безнісківці, Цівківці, Ходорівці, Янчинці, Кульчіївці, Баговиця, Станіславівка. Внаслідок поразки визвольних змагань на початку XX століття, село надовго окуповане російсько-більшовицькими загарбниками.
Радянська окупація принесла колективізацію та розкуркулення, мешканці села зазнали репресій.
В 1932–1933 селяни села пережили сталінський геноцид.
Після завершення Другої світової війни у 1946—1947 роках село вчергове пережило голодомор.
З 1991 року в складі незалежної України.
14 серпня 2017 року шляхом об'єднання сільських рад, село увійшло до складу Слобідсько-Кульчієвецької сільської громади. Об'єднання в громаду має створити умови для формування ефективної і відповідальної місцевої влади, яка зможе забезпечити комфортне та безпечне середовище для проживання людей.
У травні 2023 року віряни релігійної громади церкви Різдва Пресвятої Богородиці у селі Баговиця на зборах одностайно підтримали перехід до Православної Церкви України.
Колишній орган місцевого самоврядування — Устянська сільська рада.

## Населення

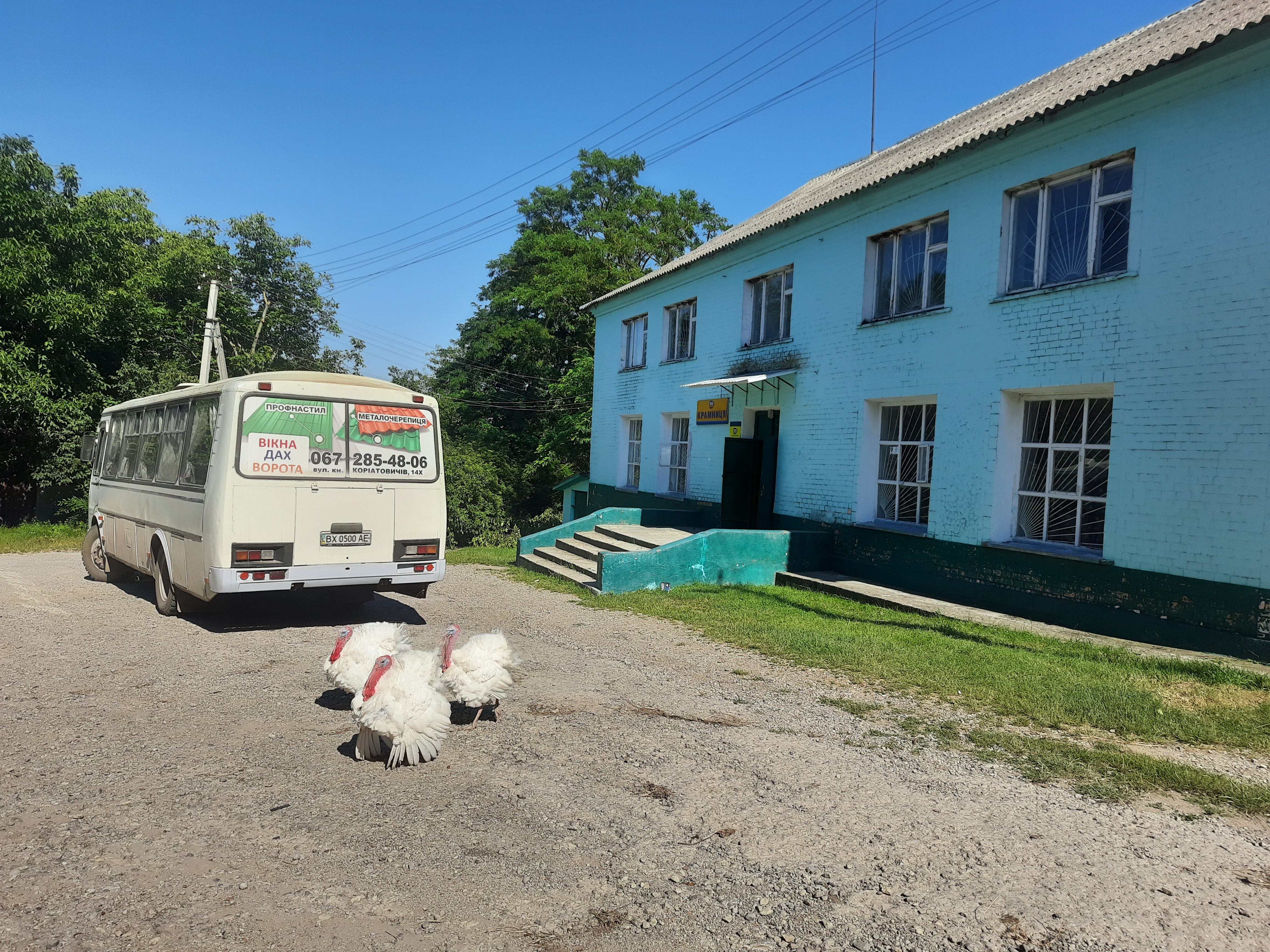
Біля крамниці

За переписом населення України 2001 року в селі мешкало 720 осіб.
Тепер населення становить 727 осіб.
Найпоширеніші прізвища: Гуменюки, Котики, Гуківські, Старенькі, Шкураки, Дулепи.

### Мова
У селі поширені західноподільська говірка та південноподільська говірка, що відносяться до подільського говору, який належить до південно-західного наріччя.
100 % населення вказало своєю рідною мовою українську мову, за даними перепису 2001 року.

## Пам'ятки
Дерев'яна церква Різдва Богородиці (1864–1868) внесена до Державного реєстру пам'яток архітектури.

## Відомі люди

### Народилися
- Феофіл Улянович Рожанківський (1881-1962) — відомий пасічник. Медова продукція з Баговиці постачалася у Кам'янець-Подільський з етикетками «Лікувальний мед із пасіки Ф. У. Рожанківського». Крім того, Феофіл Улянович мав гарну бібліотеку, у якій зібрав чимало творів класиків, був майстром хорового співу, оформляв гербарії диких рослин, був членом Подільської «Просвіти».
- 20 жовтня 1896 — Старенький Яків Никифорович, старшина 4-ї Київської дивізії Армії УНР, герой Другого Зимового походу.
- 25 березня 1896 — Монкевич Борис Григорович, сотник Армії Української Народної Республіки.
- 29 січня 1930 — Анатолій Володимирович Сваричевський, український літературознавець, краєзнавець.
- 16 липня 1935 — Новицький Микола Володимирович — український композитор, диригент, педагог. Заслужений працівник культури України (2004). Лауреат Літературно-мистецької премії ім. Сидора Воробкевича (1995).
- 7 листопада 1942 — Віктор Никанорович Грабовський, український поет, перекладач, літературознавець, журналіст, член Національної спілки письменників України, заслужений діяч мистецтв України (2007).

### Проживали, перебували
- Володимир Мар'янин (1940—2000) — журналіст і письменник, закінчив Баговицьку середню школу.

## Природоохоронні території
Село лежить у межах національного природного парку «Подільські Товтри».